# Candelaria Ochoa Ávalos
María Candelaria Ochoa Ávalos (Etzatlán) es una política, académica y feminista mexicana. Fue titular de la CONAVIM de marzo de 2019 a julio de 2020.

## Biografía
Es psicóloga egresada de la Universidad de Guadalajara; tiene maestrías en Género y Políticas Públicas, y en Sociología, además de un doctorado en Ciencias Sociales.
Fue diputada federal por el Distrito 9 en la LXIII Legislatura del Congreso de la Unión de México, donde fungió como secretaria de la Comisión de Igualdad de Género y se le otorgó el reconocimiento José María Morelos y Pavóncomo diputada sobresaliente por su contribución al trabajo parlamentario, ya que presentó más de 40 iniciativas legislativas, en las que incluyó el acoso en la Ley de Acceso de las Mujeres a una Vida Libre de Violencia.
Fue regidora del municipio de Guadalajara de 2012 al 2015 y promovió la creación de un Refugio de Medio Camino para mujeres víctimas de violencia, así como la creación de los Reglamentos contra la Discriminación y Contra la Violencia. Presidió la Comisión de Transparencia, Rendición de Cuentas y Combate a la Corrupción.
En 2004 se desempeñó como presidenta del consejo social del Inmujeres, también fue invitada permanente de la misma institución.
Fundadora del Centro de Estudios de Género de la Universidad de Guadalajara en 1994, y directora del mismo de 2007-2012. Profesora de las Licenciaturas de Antropología, Sociología, Historia y Comunicación política, así como de la Maestría en Desarrollo Social y Ciencias Sociales y en el Doctorado en Ciencias Sociales y Ciencias Biomédicas. Coordinó investigaciones nacionales para instancias de la Federación, como la Auditoría Superior de la Federación (2009) y para la Comisión Nacional contra la Violencia Hacia las Mujeres, (2012).
Fue parte del proceso de la Cuarta Conferencia Mundial sobre la Mujer como integrante de la Delegación Mexicana de las ONG representando a la Región Centro Occidente, en la que impulsó la creación de los Mecanismos para el Adelanto de las Mujeres. Ha participado en la conformación de organizaciones de mujeres entre ellas, Grupo Feminista Omecihuatl, el Centro de Atención a las Mujeres y la Red de Mujeres en Plural[cita requerida].
Es regidora del Municipio de Guadalajara por el partido Morena para el periodo 2021-2024.

## Reconocimientos
- 2009. Distinción por ser miembro del Sistema Nacional de Investigadores, Universidad de Guadalajara México
- 2008. Reconocimiento en la lucha contra la violencia hacia las mujeres, Congreso del Estado de Jalisco
- 2005. Reconocimiento al trabajo cotidiano, Red Ciudadana México